# Gerry Ashworth
Gerry Ashworth, född 1 maj 1942 i Haverhill i Massachusetts, är en amerikansk före detta friidrottare.
Ashworth blev olympisk mästare på 4 x 100 meter vid sommarspelen 1964 i Tokyo.